# Gary Wiggins
Gary Wiggins (Yallourn, 20 november 1952 - Newcastle, 23 januari 2008) was een Australisch professioneel wielrenner, in de periode van 1979 tot 1987.
Wiggins werd Europees kampioen koppelkoers in 1984 samen met Anthony Doyle, met wie hij in 1985 de zesdaagse van Bremen won. Bovendien won hij enkele wedstrijden op de weg, onder andere in Australië en de Belgische wedstrijden in Eeklo en Melle (beide in 1981).
Hij is de vader van Bradley Wiggins.

## Ploegen
- 1976-Falcon
- 1977-Falcon
- 1978-Harry Quinn-Galli
- 1979-Marc Zeepcentrale-Superia
- 1980-Marc-Carlos-V.R.D.
- 1981-Fangio-Sapeco-Mavic
- 1982-Galli-Shimano
- 1982-Clemenso-Mavic
- 1982-Van de Ven Olen-Moser
- 1983-Kotter
- 1983-Marc-Ecoturbo
- 1983-Jacky Aernoudt Meubelen-Rossin-Campagnolo
- 1984-Fangio-Ecoturbo
- 1985-Marc-Ecoturbo
- 1986-Marc-Ecoturbo
- 1987-Marc-Ecoturbo-Heydens